# Notopleura uliginosa
Notopleura uliginosa är en måreväxtart som först beskrevs av Olof Swartz, och fick sitt nu gällande namn av Cornelis Eliza Bertus Bremekamp. Notopleura uliginosa ingår i släktet Notopleura och familjen måreväxter. Inga underarter finns listade i Catalogue of Life.